# 情人眼裡出西施 (電影)
《情人眼裡出西施》（英語：Shallow Hal），2001年由二十世紀福斯影片公司發行的美國電影。主要的工作不少也是由法拉利兄弟完成的。

## 劇情
故事中的主角霍爾（傑克·布萊克飾演）一向以外貌來決定女性的美，但是在一次意外的催眠當中，令他只能夠看到人的內在美，主角因此產生了很大的轉變。就在這個時候，蘿絲瑪麗（葛妮絲·派特羅飾演），一名年輕的胖女孩出現，她的善良和幽默風趣在被催眠的霍爾眼中是一名美女。然而被朋友解除催眠后，霍爾却不能认出蘿絲瑪麗，让她伤心不已。

## 票房
編列的預算4千萬美元，它的票房$70,703,043(美國和$141,069,860全世界)，擁有不錯的票房成績。

## 外部連結
- （英文）互联网电影数据库（IMDb）上《情人眼裡出西施》的资料（英文）
- （英文）AllMovie上《情人眼裡出西施》的资料（英文）
- （英文）爛番茄上《情人眼裡出西施》的資料（英文）
- （英文）Box Office Mojo上《情人眼裡出西施》的資料（英文）
- （繁體中文）情人眼裡出西施 Shallow Hal -- @movies【開眼電影】 @movies （页面存档备份，存于）